# أندريا كونتي
أندريا كونتي (بالإيطالية: Andrea Conti)‏ لاعب كرة قدم إيطالي (مواليد 23 اغسطس 1977 في نيتونو - إيطاليا) لعب لنادي روما موسم (1996-1997) .

## روابط خارجية
- أندريا كونتي على موقع قاعدة بيانات كرة القدم.إي يو (الإنجليزية)
- أندريا كونتي على موقع Soccerway.com (الإنجليزية)